# Tataka seydeli
Tataka seydeli är en insektsart som beskrevs av Irena Dworakowska 1979. Tataka seydeli ingår i släktet Tataka och familjen dvärgstritar. Inga underarter finns listade i Catalogue of Life.